# Sega Mega-CD
Das Sega Mega-CD (jap. メガCD, Mega-CD; Sega CD in Nordamerika) ist ein CD-ROM-Laufwerk für den Sega Mega Drive um Spiele von CDs zu spielen. Das erstmals 1991 in Japan erschienene Gerät wurde unterhalb des Mega Drives angeschlossen und besitzt eine ausfahrbare CD-Lade. Diese Version erschien 1992 auch in den USA. 1993 wurde weltweit das stark kostenreduzierte Sega Mega-CD II veröffentlicht, welches auf die ausfahrbare Lade verzichtet und diese durch ein sich nach oben öffnendes Toploader CD-Laufwerk ersetzt. Dieses Gerät wird an der rechten Seite des Mega Drives angeschlossen.
Während Nintendo immer noch Module verwendete (und dies auch bis zum Nintendo 64 weiterführen sollte), ging Sega mit dem Mega-CD den Schritt in Richtung CD-ROM-Nutzung bei Spielkonsolen und setzte diesen Weg auch mit dem Sega Saturn fort. Der Preis des Gerätes war jedoch mit 580 DM (in heutiger Kaufkraft 520 €) den meisten Spielern zu teuer, was dazu führte, dass die Verkaufszahlen der Konsole hinter den Erwartungen blieb.

## Hardware

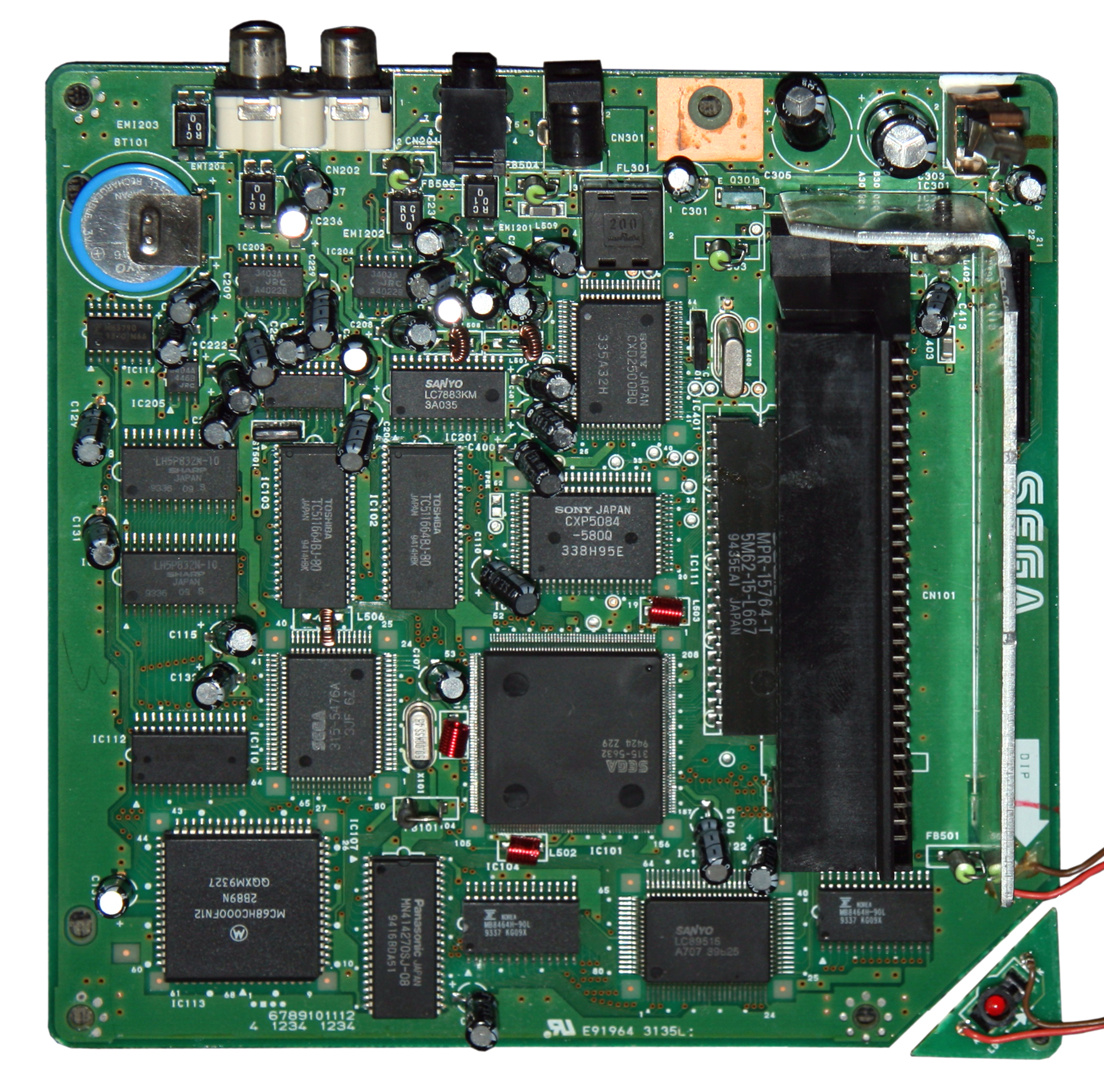
Hauptplatine des Sega Mega-CD

Das Mega-CD wird an den Erweiterungsport des Mega Drives angeschlossen. Beim älteren Mega Drive I muss zusätzlich der Kopfhörerausgang über ein mitgeliefertes Kabel mit dem Mega-CD verbunden werden.
Das Mega-CD besitzt einen eigenen, mit 12,5 MHz getakteten, 68000-Prozessor. Darüber hinaus verfügt die Konsole über einen zusätzlichen Grafikchip, der Skalierungs- und Rotationseffekte ermöglicht. Die Audioeigenschaften des Mega Drives werden ebenfalls um 8 PCM-Kanäle erweitert.
Bis auf einen separaten Cinch-Ausgang für Audiodaten werden die Anschlüsse des Mega Drives weiter verwendet.
Das eingebaute CD-ROM-Laufwerk läuft mit einfacher Geschwindigkeit (Single-Speed). Neben Spielen und Musik-CDs können auch CD+Gs abgespielt werden. Hierbei handelt es sich um Musik-CDs, die zusätzliche Daten wie Texte oder Bilder enthalten.
Die Konsole hat keinen Kopierschutz, so dass gebrannte Spiele ohne Mod-Chip gespielt werden können.
Die Konsole besitzt einen Batterie-gestützten Speicher von 64 kbit, auf dem Spielstände gespeichert werden können. Später erschienen auch separate Speichermodule, die erheblich mehr Platz boten als der interne Speicher des Mega-CDs und in den Modulschacht des Mega Drives gesteckt wurden.
Durch die höhere CPU-Leistung der zweiten 68000-CPU und den zusätzlichen Grafikchip konnten technisch anspruchsvollere Spiele für die Konsole entwickelt werden. Beispiele stellen Thunderhawk, Battlecorps und Soulstar dar. Auch das Rennspiel Jaguar XJ220 machte regen Gebrauch von der stufenlosen Rotier- und Zoomfunktion des Mega-CDs. Häufig wurde jedoch kritisiert, dass das Mega-CD genau wie das Mega Drive maximal 64 Farben gleichzeitig darstellen konnte. Insbesondere Full Motion Video litt unter dieser Limitierung.

## Versionen und Varianten

### Mega-CD und Sega CD

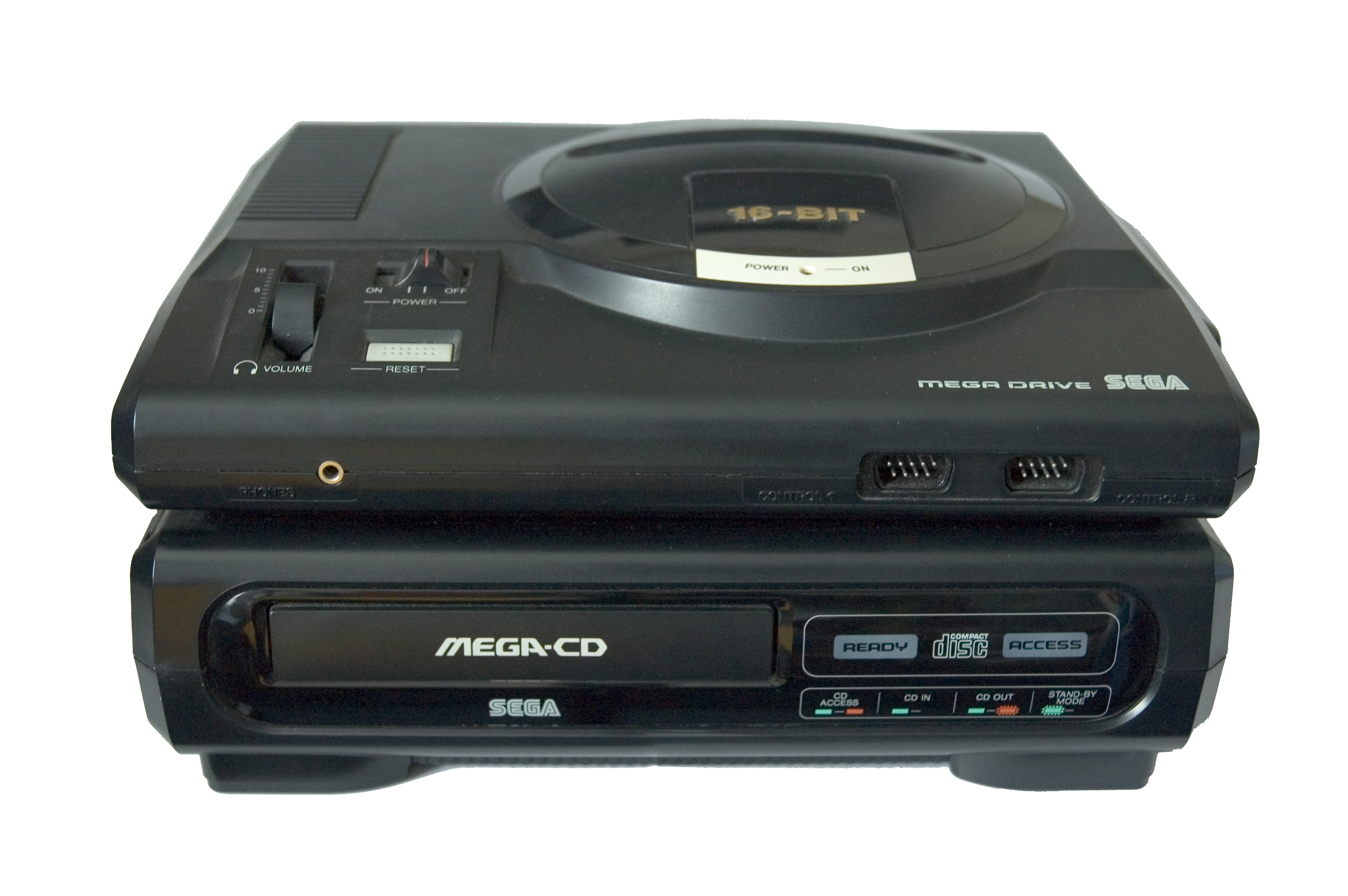
Erste Version des Mega-CDs, angeschlossen an einem Mega Drive

Die erste Version des Mega-CDs wurde nur in Japan und Nordamerika in größeren Stückzahlen veröffentlicht. Die relativ wenigen Geräte für den europäischen Markt wurden hauptsächlich im Vereinigten Königreich verkauft.

### Mega-CD II und Sega CD II
Die zweite Version des Mega-CDs verzichtet auf eine elektrische Schublade und verwendet stattdessen ein Toploader-Laufwerk. Daher wird das Mega-CD II im Gegensatz zum Vorgänger seitlich neben dem Mega Drive montiert. Weiterhin wurde die Anzahl der Status-LEDs auf eine reduziert. Diese Version war die erste, die flächendeckend in Europa veröffentlicht wurde.

### Wondermega / X’Eye
Wondermega und X’Eye sind von JVC hergestellte Systeme, ein Mega Drive und ein Mega-CD sind in jeweils einem Gehäuse zusammengefasst. Zusätzlich vorhanden sind Mikrofonanschlüsse zum Betrieb als Karaoke-Heimgerät, das Wondermega RG-M1 verfügt sogar über einen MIDI-Ausgang.
In Nordamerika wurde das Wondermega RG-M2 als JVC X’Eye verkauft, die kabellosen Controller und der S-Video-Anschluss wurden wegrationalisiert und die beiden Controller-Ports wieder an der Gerätefront angebracht. Ein Sega 32X kann wegen fehlender RGB-Ausgänge nicht verwendet werden.
In Europa wurde keines der Geräte offiziell verkauft.

### Multi-Mega
Der Multi-Mega ist eine sehr kompakte Variante mit integriertem Mega-CD, in Nordamerika als Sega CDX bekannt. Diese Version kann als tragbarer CD-Spieler verwendet werden. Die Stromversorgung läuft in diesem Fall über zwei Mignon-Batterien. Ein kleiner Flüssigkristallbildschirm zeigt Informationen wie die aktuelle Titelnummer an. Zum Spielen muss die Konsole aber weiterhin an einen Fernseher und das Stromnetz angeschlossen werden.

## Spiele
Speziell für das Mega-CD entwickelte Spiele stellen eher die Ausnahme dar, bei den meisten Spielen handelt es sich um Modulkonvertierungen, die durch CD-Musik oder zusätzliche Videosequenzen erweitert wurden. Insgesamt wurden etwa 210 Spiele veröffentlicht.
Das meistverkaufte Spiel für die Konsole war Sonic CD mit etwa 1,5 Mio. verkauften Exemplaren.